# Reproduction in Domestic Animals
Reproduction in Domestic Animals – międzynarodowe, recenzowane czasopismo naukowe publikujące w dziedzinie zootechniki i nauk weterynaryjnych.
Pismo wydawane jest przez Blackwell Publishing. Tematyką obejmuje biologię rozrodu zwierząt domowych, w tym fizjologię, patologię i biotechnologię reprodukcji. Szczególny nacisk kładziony jest na badania kliniczne i z zakresu nauk stosowanych. Publikowane są obok oryginalnych prac badawczych także przeglądy i krótkie doniesienia.
W 2015 impact factor pisma wynosił 1,515. W 2014 zajęło 13 miejsce w rankingu ISI Journal Citation Reports w dziedzinie mleczarstwa i nauk o zwierzętach, 24 w dziedzinie biologii rozrodu oraz 30 w dziedzinie wetwrynarii.